# Беджелек
Беджелек (рос. Беджелек) — село у Мегіно-Кангалаському улусі Республіки Сахи Російської Федерації.
Населення становить 1 особу. Належить до муніципального утворення Жанхадинський наслег.

## Історія
Згідно із законом від 30 листопада 2004 року органом місцевого самоврядування є Жанхадинський наслег.

## Населення
| 2002 | 2010 |
| ---- | ---- |
| 0    | ↗1   |